# Powiat de Varsovie-ouest
 (septembre 2024).
Le powiat de Varsovie-ouest (en polonais : warszawski zachodni) est un powiat (district) appartenant à la voïvodie de Mazovie dans le centre-est de la Pologne.
La Powiat originelle a son siège administratif à Varsovie, mais en 2006, son siège administratif est déplacé dans la ville de Ożarów Mazowiecki, qui est située à 14 kilomètres à l'ouest de Varsovie. Le district contient aussi la ville de Łomianki, situé à 15 kilomètres au nord-est de Ożarów et la ville de Błonie à 13 kilomètres à l'ouest de Ożarów.
Le district couvre une superficie de 532,99 kilomètres carrés. En 2006, sa population totale est de 100 965 habitants, avec une population de  Łomianki de 15 744, celle de Błonie de 12 259, celle de Ożarów Mazowiecki de 8 237, et une population rurale de 64 725.

## Division administrative
Le powiat de Varsovie-ouest comprend 7 communes :
| Gmina                   | Type         | Surface (km²) | Population (2006) | Siège administratif |
| Gmina Łomianki          | urbain-rural | 38,1          | 21 985            | Łomianki            |
| Gmina Ożarów Mazowiecki | urbain-rural | 71,3          | 20 788            | Ożarów Mazowiecki   |
| Gmina Błonie            | urbain-rural | 85,8          | 19 837            | Błonie              |
| Gmina Stare Babice      | rural        | 63,5          | 15 391            | Stare Babice        |
| Gmina Izabelin          | rural        | 65,0          | 10 068            | Izabelin            |
| Gmina Leszno            | rural        | 125,0         | 8 791             | Leszno              |
| Gmina Kampinos          | rural        | 84,3          | 4 105             | Kampinos            |

## Démographie
Données du 30 juin 2005:
| Description | Total   | Total | Femmes | Femmes | Hommes | Hommes |
| ----------- | ------- | ----- | ------ | ------ | ------ | ------ |
| Unité       | Nombre  | %     | Nombre | %      | Nombre | %      |
| Population  | 100 330 | 100   | 51 805 | 51,63  | 48 525 | 48,37  |
| Urbain      | 36 579  | 36,46 | 19 150 | 19,09  | 17 429 | 17,37  |
| Rural       | 63 751  | 63,54 | 32 655 | 32,55  | 31 096 | 30,99  |

## Histoire
De 1975 à 1998, les différents gminy du powiat actuelle appartenaient administrativement à la Voïvodie de Varsovie.

La Powiat de Varsovie-ouest est créée le 1er janvier 1999, à la suite des réformes polonaises de gouvernement local passées en 1998 et est rattachée à la voïvodie de Mazovie.